# Guimauve (confiserie)
Pour les articles homonymes, voir Guimauve.

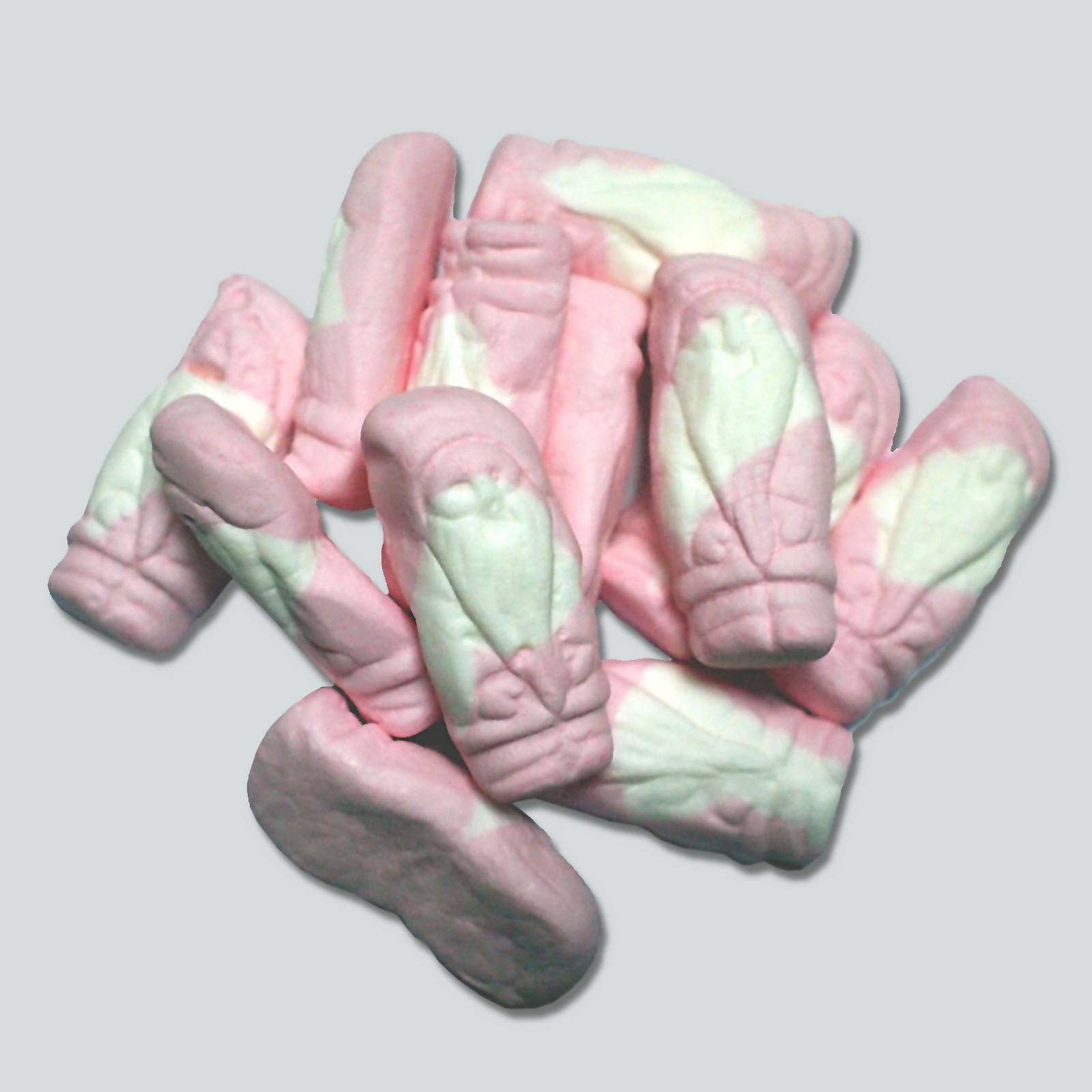
Guimauves à l'effigie du Père Noël.

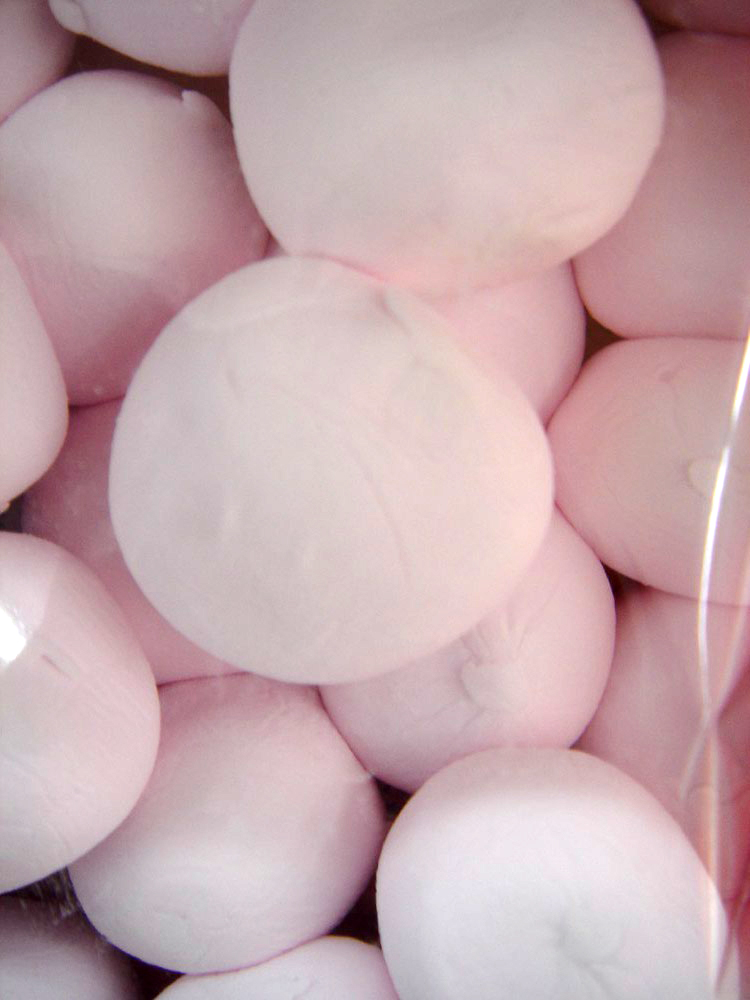
Guimauves roses. Blanches dans leur forme la plus simple, on les commercialise néanmoins souvent avec des colorants.

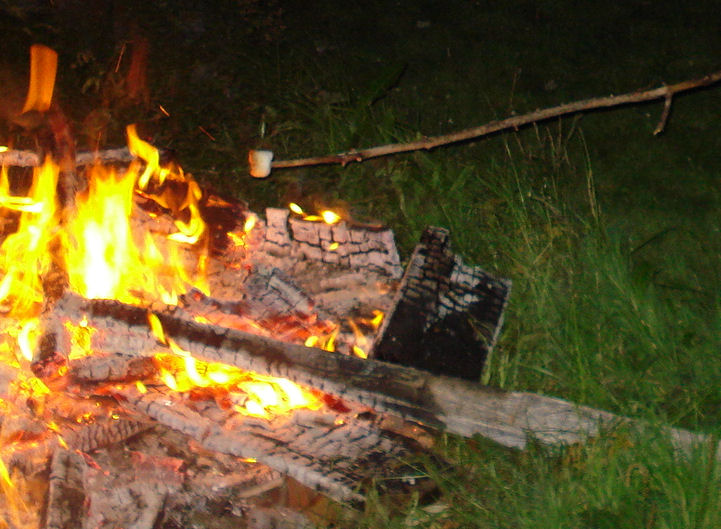
Guimauve grillée au feu de camp en Amérique du Nord.

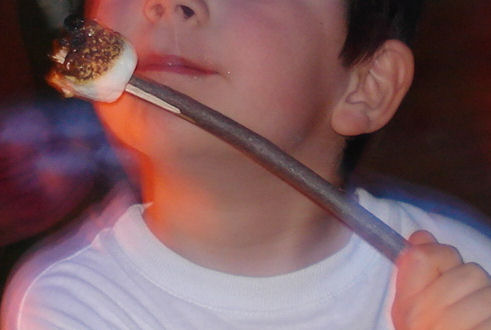
Dégustation de la guimauve grillée.

La guimauve, ou pâte de guimauve, est une confiserie qui était originellement confectionnée avec le mucilage extrait de la racine de guimauve officinale mais qui, dans sa forme moderne, est faite de sucre, de blanc d'œufs et de gélatine. Elle a une consistance spongieuse et généralement la forme de cubes ou de longs bâtons souples. Elle est naturellement d'un goût assez neutre et de couleur blanche. Elle est souvent aromatisée et colorée en teinte pastel dont les plus courantes sont rose, verte, bleue et jaune.
Cette friandise est connue en Belgique sous le nom de « lard », le nom de « guimauve » se rapportant dans ce pays à une autre friandise typique de la fête de la Saint-Nicolas plus proche de la guimauve d'origine. Celles-ci sont plus dures et ont un goût plus prononcé.
En France, une confiserie faite de guimauve est commercialisée sous l'appellation commerciale Chamallows ; la consonance est proche du nom de la guimauve en anglais qui est marshmallow. La marque appartient à la société Haribo-Ricqlès-Zan.

## Histoire
La guimauve est probablement dérivée d'une préparation médicamenteuse à base d'un extrait mucilagineux de la racine de la Guimauve officinale, une herbe arborescente (Althaea officinalis) poussant sur les littoraux euro-méditerranéens et connue pour son pouvoir antitussif.
Utilisée depuis l'Antiquité, la racine de guimauve était alors sucrée au miel et utilisée contre les maux de gorge mais aussi comme confiserie. Il est aussi attesté l'utilisation de la tige confite au sucre.
Au début du XIXe siècle, une première innovation fut faite par les confiseurs français en utilisant du sucre au lieu du miel et en battant le mélange pour lui donner du volume. Le procédé demandait beaucoup de main-d'œuvre.
À la fin du XIXe siècle, les confiseurs français innovent à nouveau en utilisant du blanc d'œuf monté en neige, de la gélatine et de l'amidon. Cette confiserie était alors souvent aromatisée à l'eau de rose. Les ingrédients de base revenaient moins cher et la fabrication demandait moins de main-d'œuvre et pouvait être plus facilement mécanisée. C'est le début de la production industrielle de guimauve.
La première entreprise un peu industrialisée fut la maison Oudard, rue des Lombards à Paris, à l'enseigne des Vieux Amis, existant avant 1804.
L'existence de la pâte de guimauve est attestée dès 1779, dans une lettre du marquis de Sade, enfermé au donjon de Vincennes, à sa femme, où il lui dit, « Encore un pain de pâte de guimauve, je vous prie. » Chateaubriand en parle aussi dans son Itinéraire de Paris à Jérusalem en 1811.
À cette époque, elle est notamment citée dans un ouvrage de Zola et dans un ouvrage d'Alphonse Daudet :
- « Une boîte de guimauve. Il s'interrompit pour prendre à poignée cinq ou six morceaux de pâte de guimauve […] il jetait, dans sa bouche ouverte, les morceaux les uns après les autres (Zola, L’Assommoir, 1877, p. 735). »
- « Et le fabricant de pâte de guimauve, allongeant, tordant en gigantesques anneaux la pâte blanche qui sent l'amande ! (A. Daudet, Les Rois en exil, 1879, p. 232). »

En 1948, l'Américain Alex Doumak met au point le procédé breveté d'extrusion consistant à produire un cylindre continu de pâtes coupé en sections régulières et roulés dans un mélange de fécule et de sucre glace. C'est le début de la production industrielle et de la forme cylindrique de la guimauve telle que nous la connaissons de nos jours.
Aux États-Unis et au Canada, les guimauves sont très populaires aussi bien chez les enfants que chez les adultes et se mangent avec ou sans accompagnement.

## Préparation
Dans sa forme moderne, la guimauve est confectionnée en battant des blancs d'œufs puis, au stade mousse semi-ferme, en y versant un mélange chaud de sucre et de gélatine tout en continuant à battre jusqu'à tiédissement de la masse. Le procédé est identique à celui mis en œuvre pour la meringue italienne.
Les recettes commerciales y ajoutent divers additifs pour faciliter le battage à basse température et pour faciliter la montée et la prise du mélange ainsi que sa tenue dans le temps. Les additifs les plus couramment employés sont pour les édulcorants le sirop de glucose, le fructose ou le saccharose, des stabilisants comme le sorbitol, la maltodextrine et la gomme arabique, des produits de masse comme l'amidon, des arômes artificiels, des acidifiants comme l'acide citrique, des colorants alimentaires. La densité finale est d'environ 0,5 g/ml.
Il est aussi possible de faire une guimauve maison allégée, sans l'ajout d’œuf et de multiples agents de conservation. On y ajoute une panure de céréales ou de noix et noisettes qui rend un peu de vitamines à la préparation de sucre blanc raffiné, amidon et gélatine (collagène et eau).

## Utilisation

### Guimauve grillée
Dans la culture populaire américaine et canadienne, on consomme également la guimauve grillée, généralement lors de veillées autour d'un feu de camp. La guimauve est placée au bout d'un bâton et grillée au-dessus du feu. Cela caramélise sa surface et liquéfie son cœur. Les guimauves grillées encore chaudes sont donc très collantes et il est très facile pour les consommateurs pressés de se brûler les lèvres.
Une variante, au décapeur thermique assure une caramélisation parfaite de l'extérieur sans pour autant brûler le sucre.

### Guimauves au four micro-ondes

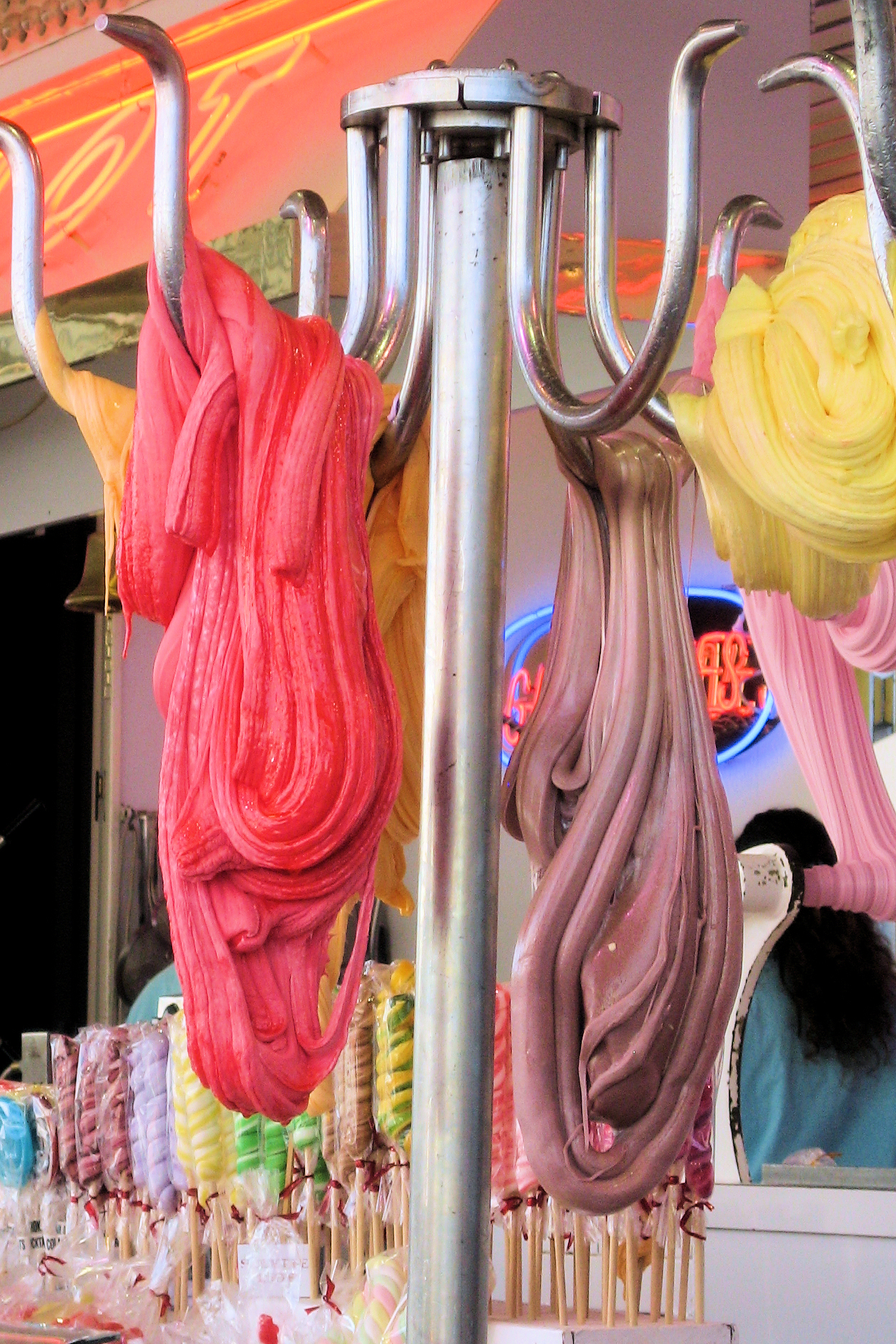
Arbre à guimauve à une fête foraine (Nantes, 2006).

Une variante de la guimauve grillée consiste à placer trois guimauves dans un bol et de les placer au micro-ondes. Quand les guimauves ont triplé de volume, les sortir et attendre qu'elles dégonflent et refroidissent un peu, cela donne du cœur de guimauve grillée. En travaillant cette masse, on obtient une pâte irisée, la guimauve de fête foraine.

### Autres usages
La guimauve peut être trempée dans une fondue au chocolat. 
Elle intervient aussi dans la préparation de desserts comme le Rocky road ou les carrés Rice Krispies Ainsi que dans certains biscuit exemple le Whippet.

## La guimauve dans la culture
Le film Les Vacances de monsieur Hulot de Jacques Tati (1953) montre monsieur Hulot aux prises avec un morceau de guimauve dégoulinant.
Dans le film SOS Fantômes apparaît la marque fictive de guimauves Stay Puft, dont la mascotte est le géant de guimauve, Monsieur Stay Puft (en anglais : The Stay Puft Marshmallow Man) ou encore le Bibendum Chamallow (les Français l'assimilant plus aisément, par son allure ronde, à Bibendum, le personnage des pneus Michelin). La mascotte de Michelin aurait d'ailleurs servi d'inspiration à Dan Aykroyd, créateur de la franchise.
Dans la traduction française du roman de Howard Buten, Quand j'avais cinq ans je m'ai tué (1981), le nom anglais marshmallow est traduit par Jean-Pierre Carasso en « mâche-moelleux ».

## Économie
Le terme de guimauve est parfois, en France, évincé par des noms de marques comme la marque Chamallows de la société Haribo ou la marque Shamallows.